# 重症筋無力症
重症筋無力症（じゅうしょうきんむりょくしょう、英語: Myasthenia Gravis、略称:MG）とは、アセチルコリンなどの抗体により神経・筋伝達が阻害されるために筋肉の易疲労性や脱力が起こる自己免疫疾患である。
日本では厚生労働省により特定疾患に指定されている難病である。
神経筋接合部は血液脳関門の保護がなく、自己抗体依存性疾患が生じやすい特徴をもっている。重症筋無力症(MG)は、神経筋接合部の疾患のなかで最も頻度が高いものである。

## 疫学
日本においては、有病率は人口10万人あたり11.8人である。男女比は1:1.7であり女性に多い。幼児発症が7.0%であり後期発症（65歳以上）は16.8%であった。日本でも後期発症MGが増加している。MGFA分類ではIが35.7%、IIaが27.8%、IIbが16.5%、IIIaが9.0%、IIIbが6.6%、IVaが1.1%、IVbが1.4%、Vが2.0%であった。眼筋型と軽症全身型で全体の80%を占めている。ただし最重症時の状態をもってMGFA分類とする原則に従っていない報告もあるため解釈に注意が必要である。また発症後2年間は眼筋型から全身型へ進展する可能性がある。逆に2年以上経過していれば移行しないことが多い。

## 自己抗体
日本では約80〜85%が「AChR抗体陽性MG」で、数%が「MuSK抗体陽性MG」で、他数%は「double serenegative MG(DS-MG)」と位置付けられている。AChR抗体・MuSK抗体以外では「LDL受容体関連蛋白4(Lrp4)抗体」や横紋筋標的抗原(titin、ryanodine receptor、Kv1.4)等が報告されている。
AchR抗体
ニコチン性アセチルコリン受容体に神経伝達物質であるアセチルコリンと、抗アセチルコリン受容体抗体が競合結合して生じる。胸腺腫合併症例が多い。
Musk抗体
AchoR抗体陰性の症例で、筋特異的チロシンキナーゼに対する自己抗体である「抗Musk抗体」陽性の症例。抗Musk抗体陽性のMGの特徴は20〜60歳の女性に好発し、眼症状、球症状、顔面筋脱力が著明でクリーゼになりやすい。コリンエステラーゼ阻害薬は無効なことがあり、胸腺摘除術の効果も少ないと言われている。血漿交換、ステロイド、リツキシマブなどが有効とされている。
Lrp4抗体
2011年に、長崎大学医学部の本村政勝、樋口理によって、double serenegative MG(DS-MG)患者において、LDL受容体関連蛋白4(Lrp4)抗体陽性があることが報告された。

## 病態
重症筋無力症における胸腺の主な影響は、抗体産出の場、抗原蛋白質(AChR)の発現部位、AChR特異的T細胞の次奥的活性化、抗原提示細胞の存在部位、MHCクラスII蛋白質の発現、サイトカイン発現亢進、免疫細胞のpositive・negative selectionの異常、胸腺過形成（または胸腺腫）内の抑制性T細胞の機能不全などが考えられている。

## 年齢
- 成人期発症

MGの患者の約半数が眼筋型MGとして発症し、うち50〜60%の患者が発症2年以内に眼筋型MGから全身型MGに進展する。高齢者の場合には全身型への進展は31%とやや低頻度であり、全経過を通して眼筋型にとどまる頻度が高い。眼筋型と軽症全身型(MGFAIIa)との区別はしばしば困難である。反復刺激検査で四肢でのwaningを認めることが全身型への移行を示唆するものではなく、QMGスコアでは眼筋以外の項目で点数がつくこともある。眼筋型MGに対してステロイドパルス療法を行うと初期増悪として眼症状の増悪、ときに一過性の四肢脱力を呈することがあるが、クリーゼに至ることはなく全身型MGに比べて安全性は高い。
- 小児期発症

MGの好発年齢は通常20〜30歳であるが日本では5歳以下にピークがある。抗コリンエステラーゼ阻害薬で完全寛解にいたる症例が少数ながら認められる。

## 分類
分類は筋力低下の現れる範囲によって分類する。以前はOsserman（オッサーマン）分類が多かったがMGFA(Myasthenia Gravis Foundation of. America)分類されることが多くなった。また合併する胸腺腫に関しては病理をWHO分類（type Bが多い）で行い、病期を正岡の分類で行う。
- 成人第I型（眼筋型）
一側または両側の外眼筋のみ侵される。
- 成人第II型（全身型）
外眼筋・頚筋・四肢筋などが侵される。最も高頻度。球麻痺が現れることもある。
- 成人第III型（急性激症状）
急激に発症し、広範囲の筋が侵される。呼吸筋も早期に侵されるため死亡率が高い。
- 成人第IV型（晩期重症型）
I型・II型より約2年の経過で見られることが多く、III型とほぼ同様の症状を呈する。
- 成人第V型（筋萎縮型）
II型・III型・IV型の内、廃用性の萎縮ではない筋萎縮を示すもの。
- 新生児一過性型
胎児の時期に、重症筋無力症の母親から胎盤を通じて抗アセチルコリン受容体抗体が移行するため、新生児に一過性に筋無力症状が生じたもの。

## 臨床像
運動の反復・持続に伴い筋力が低下し（易疲労性）、これが休息にすることで改善する。よって、夕方に症状が悪化すること（日内変動）、日によって症状が変動すること（日差変動）がある。

### 眼筋限局型
初発症状として眼筋障害が最も多く、「眼瞼下垂」や眼球運動障害による「複視」等を呈する。

### 全身型（軽症）
眼症状に次いで、頻度の高い罹患筋は四肢の骨格筋であり、頸部筋の筋力低下、四肢の筋力低下が認められてくる。診断時に眼筋型MGであった症例の約20%で経過中に全身型に移行するとされている。構音障害、嚥下障害、咀嚼障害などの球症状、顔面筋力低下、呼吸困難などの症状も示すことがある。自己抗体によって臨床症状の違いがあるとされている。MuSK抗体陽性のMGは、顔面や頸部の筋力低下、球症状がMG症状の中核をなし、クリーゼになりやすいとされている。またMuSK抗体陽性MGには特異的な顔面筋、舌筋、咬筋、側頭筋あるいは頚部筋の筋萎縮を呈する一群があり、罹患筋には個々の筋線維の萎縮や消失といった筋原性変化が見られると報告されている。ryanodine receptor抗体陽性MGには、眼症状の他に球症状と頚部筋力低下の発生率が高いと報告されている。MGには非運動症状が存在する。MGの非運動症状にはMGに合併する他の自己免疫疾患、MGと共通の自己免疫が関連する症状、非免疫学的な機序によるものに分類される。胸腺腫関連MGでは胸腺腫由来のT細胞機能異常が原因となる疾患や症状を合併する場合がある。赤芽球癆、円形脱毛、低γグロブリン血症、心筋炎、味覚障害など多臓器にわたる。

### クリーゼ（重症）
症状が呼吸筋に及び呼吸不全をおこし生命を脅かすものである。重症筋無力症の15〜20%では経過のどこかでクリーゼを経験していく。
- 経過

以下の臨床経過を経ていく
1. 口周囲・咽頭筋、頸部の筋肉の麻痺による気道の虚脱
2. 声帯外転筋の麻痺による喘鳴の発生
3. 頻回の咳嗽に伴った横隔膜の疲労による気道分泌の除去不全
4. 横隔膜、肋間筋、腹筋の脱力により有効な維持不能

歴史的にクリーゼは筋無力症性クリーゼとコリン作動性クリーゼに分類されている。筋無力症性クリーゼはMG本来の機序によって神経筋接合部のブロックが呼吸筋に起こることである。あくまで呼吸筋の症状によって作られた概念であり、四肢の筋力は保たれていることもある。相対的なコリン作動性の機序で自律神経症状も伴う。病態としては抗コリンエステラーゼ阻害薬が効果的である。筋無力症性クリーゼでは瞳孔は散大し、縮瞳は認められない。コリン作動性クリーゼはコリンエステラーゼ阻害薬の過剰投与によって起こる。かつてはコリンエステラーゼ阻害薬が大量に使用されていた。ムスカリン様症状（縮瞳、発汗、気道内分泌増加、悪心、嘔吐、疝痛、下痢、徐脈）とニコチン様作用（呼吸不全、クランプ）などが知られている。テンシロンテストにより筋無力症性クリーゼとコリン作動性クリーゼの鑑別がある程度可能になったが鑑別は容易ではない。一般的に見られるクリーゼは筋無力症性クリーゼとコリン作動性クリーゼの混合したタイプであることが多い。
- 誘因

発症から最初の2〜3年が症状が重く不安定である。この期間にクリーゼが起こりやすい。また胸腺腫を合併している場合はMGの症状が不安定に推移しクリーゼにいたりやすい。また抗Musk抗体陽性のMGでは球症状（構音障害や嚥下障害）や呼吸筋麻痺といったクリーゼが急速に進行することがあり注意が必要である。
- 感染症：細菌性肺炎やウイルス性上気道炎などはクリーゼの誘因となる。
- 外科手術：胸腺摘除術など外科手術（侵襲）はクリーゼの誘因となる。
- 誤嚥
- 薬剤関連性：抗菌薬（アミノグリコシド系）、抗不整脈薬（キニジン、プロカインアミド）、降圧薬（βブロッカー、Ca拮抗薬）、マグネシウムなどが誘因となる。
- 発熱
- 妊娠・月経

- 治療・対処

呼吸障害の評価と管理、誘因の除去、免疫調節療法の開始、合併症の予防が治療の基本となる。呼吸状態が生命に危険を及ぼす程劣悪である場合、直ちに気管挿管する。重症筋無力症診療ガイドライン2014では抗コリンエステラーゼ阻害薬は中止することが推奨される。もし使用する場合はテンシロンテストで筋無力性クリーゼとコリン作動性クリーゼの判別を行う。症状が改善した場合、筋無力性クリーゼと判断し、臭化ピリドスチグミン製剤等のコリンエステラーゼ阻害剤を投与する（副作用のムスカリン作用に対しては硫酸アトロピン製剤を用いる）。症状が悪化した場合、コリン作動性クリーゼと判断し、コリンエステラーゼ阻害剤投与を中止して硫酸アトロピン製剤を投与する。なお、コリンエステラーゼ阻害剤により症状をコントロールしている場合、テンシロンテストを行うよりもコリンエステラーゼ阻害剤の投与を中断しての反応を見て判断するのが望ましい。挿管している場合は抜管の数日前にテンシロンテストを行いながら抗コリンエステラーゼ阻害薬は再投与する。免疫調節療法としては血漿交換や免疫グロブリン療法が検討されるが、治療効果の発現が速やかであることから血漿交換が選択されることが多い。

## 合併症
- 呼吸不全

致死的合併症。頻度も高い。特に感染時は、筋無力症状の悪化として起こりやすい。
- 胸腺異常

胸腺異常の20%程が胸腺腫(thymoma)、75%程度が胸腺過形成（濾胞過形成、follicular hyperplasia）である。CTやMRI検査によって発見される。男性患者の32%、女性患者の20%は胸腺腫を持つ。逆に胸腺腫の患者の30%は重症筋無力症を合併する。40歳以上で胸腺が拡大していれば、まず胸腺腫を疑う。
- 自己免疫疾患

時に関節リウマチ・橋本病など、他の自己免疫疾患と合併することがあり、オーバーラップ症候群と呼ばれる。3〜8%に甲状腺機能亢進症がみられる。甲状腺機能の亢進は、筋無力症状を悪化させうる。胸腺腫合併MGに合併しやすい自己免疫性疾患としては尋常性白斑、脱毛などの皮膚疾患や赤芽球癆などの血液疾患である。

## 検査
- 自己抗体

上述の自己抗体を血液検査にて測定する。
- 眼瞼の易疲労性試験

患者の上方視を最大約1分程度まで続けさせる。これにより眼瞼下垂が出現または増悪すれば陽性である。感度80%であり特異度63%である。
- アイスパック試験

冷凍したアイスパックをガーゼなどに包み3〜5分上眼瞼に押し当てることにより眼瞼下垂が改善すれば陽性である。感度は80〜92%、特異度は25〜100%とされている。
- テンシロン・テスト

コリンエステラーゼ阻害剤であるエドロホニウム（商品名：テンシロンまたはアンチレクス）を静注し、改善をみる。副作用となるムスカリン作用として悪心・下痢・流涎・失神（徐脈、AVブロック）などが起こりうるので、硫酸アトロピンを用意しておく。まずコントロールとして生理食塩水を静注し、症状が変化しないのを確認する。次にエドロホニウムを2mg投与しムスカリン効果（腹痛、嘔吐など）が出現しないのを確認してから、残りの8mgを投与し改善を評価する。検者が判断に迷うような改善であった場合は陰性と判定する。
- 誘発筋電図検査

筋電計を用いた低頻度の反復神経刺激試験（Harvey-Masland試験）において、漸減現象(waning)がみられる。
- 単線維筋電図

単線維筋電図(SFEMG)でのジッター値が大きくなる。

## 診断
日本では日本神経学会による「重症筋無力症診断基準2013」が広く用いられている。以下を鑑別する。
- 薬剤誘発性筋無力症
ペニシラミン、アミノグリコシド系抗生物質、プロカインアミド、ポリミキシンBなどが誘発する。
- 先天性筋無力症候群
神経筋接合部の構成要素（神経終板・アセチルコリン受容体・コリンエステラーゼ）の遺伝子変異による。最多の型はアセチルコリン受容体の変異によるもので、テンシロンテストで症状が増悪する。
- ランバート・イートン症候群 (Lambert-Eaton myasthenic syndrome:LEMS)
肺癌(小細胞癌)に合併する抗VGCC (voltage-gated Ca Channel) 抗体による。神経筋接合部でCaチャンネルが作動せずアセチルコリンを放出できないため、重症筋無力症と似た症状を呈する。筋電計を用いた神経反復刺激試験で漸増現象(waxing)が確認されたり、軽負荷運動の反復により一時的な筋力回復が起こることが主な特徴。
- 神経衰弱
- 甲状腺機能亢進症
- ボツリヌス症
- 進行性外眼筋麻痺
ミトコンドリア脳筋症の一つ。筋生検が診断に必要。

## 治療
1970〜1980年代の漸増、漸減投与法による経口副腎皮質ステロイド治療が普及し、全身型MGによる重症例、死亡例は減少し、生命予後は軽快した。しかし成人発症MGの完全寛解は得難いため、治療が長期に渡ることを意識する。MG治療における最初の到達目標は経口プレドニン5mg/day以下でMMレベルであり、これを早期達成するように治療戦略を考える。経口ステロイドは少量としカルシニューリン阻害薬を早期から積極的に用い、残るMG症状は強力で速効性の治療を用い短期間に改善させる治療方法（早期強力治療戦略）が提案されている。眩しさを軽減するため遮光眼鏡の装着をすすめられる。
コリンエステラーゼ阻害薬
メスチノンとマイテラーゼが用いられる。マイテラーゼの方が効果が強いが副作用も強い。
| 一般名           | 商品名         | 常用量(mg/day)            | 適用                           |
| ---------------- | -------------- | ------------------------- | ------------------------------ |
| アンベノニウム   | マイテラーゼ   | 10〜40                    | 全身型                         |
| ピリドスチグミン | メスチノン     | 60〜300                   | 全身型、眼筋型                 |
| ジスチグミン     | ウブレチド     | 5〜20                     | 眼筋型                         |
| ネオスチグミン   | ワゴスチグミン | 散剤10〜30、注射0.25〜1.5 | 他剤と併用、筋無力症性クリーゼ |
| エドロホニウム   | アンチレクス   |                           | 診断、投与量の調節             |

ステロイド
初期増悪に注意して漸増する。40%前後で投与後1〜2週間以内に症状の増悪（初期増悪）をきたし、約10%でクリーゼにいたる。初期増悪の機序に関しては未だ不明である。軽症MGにおいてはステロイド導入せずに胸腺摘除術を施行することが一般的である。亜急性進行で呼吸筋、球筋の障害が目立ち術後増悪が懸念される症例に限って、胸腺摘除術に先行してステロイドを導入することにより手術を安全に施行することができ、術後クリーゼを回避できる可能性を示唆している。
胸腺摘除術
胸腺摘除術の一般的な方法は胸骨を縦切開して、周囲の脂肪組織を含めて摘出する拡大胸腺摘除術であり、その効果は数ヶ月以上先に現れる。胸腔鏡や縦隔鏡による術式もある。胸腺腫関連MGでは全例胸腺摘除術の適応と成る。摘除後は速やかなMG症状の改善やAChR抗体減少が得られないことが多い。胸腺摘除が有効な非胸腺腫MGは一部に限られ、若い発症、病初期のACh抗体陽性過形成胸腺例とされている。おおむね60歳以下の全身型で抗AChR抗体陽性、ステロイド薬を使用しても十分なコントロールが得られない場合に適応とされている。眼筋型や抗AChR抗体陰性の場合は適応がないと考えられる。
免疫抑制剤
カルシニューリン阻害薬であるタクロリムス水和物製剤やシクロスポリンの他に、アザチオプリン製剤、シクロホスファミドが用いられる。副作用としてはシクロスポリンでは感染症、血圧上昇、耐糖能異常、腎障害、歯肉肥厚、多毛などがある。タクロリムスでは感染症、耐糖能異常、白血球増多、筋痙攣などがみられる。カルシニューリン阻害薬やシクロホスファミドは症状改善効果が期待できるがアザチオプリンは効果発現に2〜3年必要とされている。タクロリムスは抗アセチルコリン受容体抗体陽性の眼筋型重症筋無力症に対して単剤で有効という報告もある。
免疫グロブリン療法
免疫グロブリン療法はクリーゼの際になどに用いられる。
血漿交換
単純血漿交換のほか、トリプトファンカラムによる免疫吸着療法なども行われる。
リツキシマブ
他の治療法で効果が十分でない場合に検討される。長期的効果と早期効果の両者が認められる(日本では認可されていない)。

## 予後
MGの長期予後は免疫療法の普及によって改善した。寛解率は依然として20%未満であるが、生活、仕事の支障がない症状軽微(minimal manifestations MM)より良い状態まで改善する頻度は50%以上である。MGクリーゼによる死亡は低頻度になったが、胸腺腫関連MGの場合には腫瘍の再発や心臓合併症に注意を要する。

## その他
- 小児発症の多い病気であるが、日本国内で本疾病について広く知られるようになったきっかけは、1982年6月に俳優の萬屋錦之介が歌舞伎座での舞台公演中に倒れて入院、その際に本疾病と診断された事であるとされる。
  - それまでは『怠け病』や休息後は症状が出現しないため『詐病』などの誤解や偏見も珍しくなかった病気であるが、萬屋の入院に関連するテレビ報道（ワイドショー）などによりその症状なども併せて語られた事により、ようやく難病として認知される様になった。
    - そのため、中年層以上の者に本疾病について説明する場合、事細かに症状を言うよりも『昔、萬屋錦之介が患った大病である』と言った方が説明が早く済んでしまう事も珍しくない。
    - なお、萬屋は1年半にも及ぶ闘病生活の末、驚異的な回復力を見せてこの疾病を克服、その後も映画やドラマ、舞台への出演を続けた。

- 手塚治虫原作の漫画「ブラック・ジャック」の第96話「座頭医師」で、原因不明の病気を針治療をして各地を放浪している謎の針治療の名人「鍼師琵琶丸」が、ブラックジャックから拡大胸腺摘出術を受ける予定の重症筋無力症の患者の少女に勝手に針を打つシーンでもこの病気が登場する。